# Habach
Habach är en kommun och ort i Landkreis Weilheim-Schongau i Regierungsbezirk Oberbayern i förbundslandet Bayern i Tyskland.
Kommunen ingår i kommunalförbundet Habach tillsammans med kommunerna Antdorf, Obersöchering och Sindelsdorf.